# Дручин Ігор Сергійович
І́гор Сергі́йович Дру́чин (рос. И́горь Серге́евич Дру́чин, 6 лютого 1929, Смідович — пом.24 листопада 2002, Чебоксари) — російський радянський письменник-фантаст.

## Біографія
Ігор Дручин народився у селищі Смідович (натепер Єврейська автономна область) у сім'ї залізничників. У 1937 році майбутній письменник з родиною перебрався до Одеси, де Ігор Дручин закінчив до початку радянсько-німецької війни чотири класи школи. Під час війни Дручин із родиною жив у евакуації, де закінчив сім класів школи. Після закінчення війни він повертається до Одеси, після закінчення середньої школи вступає на геологічний факультет Одеського університету, який закінчує у 1952 році. Після закінчення навчання Дручин працює у Московській комплексній геологічній експедиції, під час роботи в якій бере участь у багатьох експедиціях у північні райони СРСР та на Алтай. з 1956 року Ігор Дручин працює у зоні освоєння цілинних земель. У 1971 році Дручин перебирається на постійне місце проживання в Чебоксари, адміністративний центр Чуваської АРСР, в якому він тривалий час був керівником геологічної експедиції. У 1984 році він стає професійним літератором. У Чебоксарах Ігор Дручин жив до кінця свого життя, помер письменник 24 листопада 2002 року в столиці Чувашії.

## Літературна творчість
Літературну творчість Ігор Дручин розпочав у 1967 році публікацією науково-фантастичного оповідання «Дивна хвороба» в робітничій газеті геологічного управління. Першою офіційною публікацією стало фантастичне оповідання «Бумеранг», опубліковане наступного року в газеті «Кузнецкий рабочий». Пізніше Дручин опублікував у цій же газеті кілька гумористичних оповідань, а в 1971 році він опублікував у альманаху «Огни Кузбасса» нефантастичне оповідання «Лайма». Після переїзду до Чебоксар Ігор Дручин більш активно займався письменницькою діяльністю, більшість його творів опубліковані в місцевих періодичних виданнях, а також видавалися книжковими видавництвами Чебоксар. Більшість його творів присвячені освоєнню найближчих до Землі планет, зокрема, цій темі присвячена його перша повість «Тіні місячних кратерів», а також цикл творів "Група «Система». Найбільший та найвідоміший із творів письменника — роман «Крихкий час Ауени», опублікований уперше в чебоксарському альманаху «Дружба», а пізніше перевиданий у однойменній збірці в чебоксарському книжному видавництві в 1990 році, також присвячений темі освоєння найближчих до Землі планет.

## Особисте життя
Син Ігора Дручина, Олександр Шведов, який ніколи не проживав разом із батьком, також став російським письменником-фантастом.

### Романи
- 1984 — Хрупкое время Ауэны
- 1993 — Глухая орбита вечности

### Повісті
- 1971 — Тени лунных кратеров
- 1974 — Ритм галактик
- 1975 — Дороги ведут в Сантарес
- 1980 — Древняя музыка Земли
- 1980 — Шорохи пространства
- 1987 — Пять дней до осени

### Оповідання
- 1968 — Бумеранг
- 1969 — Лайма
- 1971 — Подарок роботов
- 1973 — Власть космоса
- 1977 — Лабиринт
- 1977 — Яд змеи
- 1978 — Особое мнение
- 1978 — Полигон неожиданностей
- 1978 — Сок филофтерсии

### Збірки
- 1978 — Дороги ведут в Сантарес
- 1980 — Пепельный свет Селены
- 1990 — Хрупкое время Ауэны